# Öffentliche Bibliothek
Öffentliche Bibliotheken werden im Bibliothekswesen gemeinhin als öffentlich zugängliche Bibliotheken mit einem Angebot an Beständen und Dienstleistungen für die allgemeine Bevölkerung verstanden und damit von den meist ebenfalls öffentlich zugänglichen wissenschaftlichen Bibliotheken unterschieden. In Deutschland dienen öffentliche Bibliotheken nach Artikel 5 (1) GG der allgemeinen Bildung und Informationsversorgung und als kulturelle Einrichtung für die Freizeitgestaltung aller Bürger.

## Öffentliche Bibliotheken in Deutschland

Seit 1979 in Deutschland für Öffentliche Bibliotheken verwendetes Logo

Es gibt öffentliche Bibliotheken verschiedener Größenordnung. In der Regel werden sie von Kreisen, Städten oder Gemeinden unterhalten. Einrichtung und Unterhalt einer Bibliothek sind ihnen jedoch freigestellt, so dass eine einheitliche Literaturversorgung nicht gewährleistet ist. Es gibt in Deutschland nicht in jedem Bundesland ein Bibliotheksgesetz. Im Unterschied dazu ist die Einrichtung von für die Öffentlichkeit zugänglichen Archiven durch Archivgesetze geregelt.
In größeren Städten gibt es in der Regel gestufte Systeme mit Zentral- und Stadtteilbibliotheken und
im außerstädtischen Bereich Kreis- und Fahrbibliotheken sowie kleinere Einrichtungen. Die Arbeit der öffentlichen Bibliotheken wird in den verschiedenen Ländern durch einzelne Kooperationen und durch staatliche Fachstellen für öffentliche Bibliotheken unterstützt (siehe Bibliothekarische Vereinigungen).
Neben den Bibliotheken in kommunaler Trägerschaft gibt es weitere öffentliche Bibliotheken.
So unterhalten die evangelische und die katholische Kirche vor allem im ländlichen Bereich und in Stadtteilen eine Vielzahl von evangelischen (EÖB) und katholischen öffentlichen Büchereien (KÖB) (getragen durch den Borromäusverein), die zum Teil von Ländern und Kommunen gefördert werden. Die Leitung und Mitarbeit erfolgt überwiegend durch ehrenamtliche Mitarbeiter. Die meisten Landeskirchen und Diözesen unterhalten kirchliche Fachstellen (Büchereifachstellen), die wie die Fachstellen für öffentliche Bibliotheken Ausbildung, Unterstützung und Dienstleistungen für ihre Büchereien bieten. Überregionale Dienste bieten der Deutsche Verband Evangelischer Büchereien e. V. (DVEB) und der Borromäusverein in Bonn, bzw. der Sankt Michaelsbund (SMB) in München.
Im Verbund „Archiv³“ arbeiten bundesweit 11 verschiedene Spezial-Bibliotheken und Archive aus dem entwicklungspolitischen Bereich  zusammen und stellen ihre Bestände öffentlich zur Verfügung.
Auch Bibliotheken, die nur einer begrenzten Öffentlichkeit zugänglich sind (Werksbibliotheken, Patientenbibliotheken, Gefangenenbibliotheken), aber nicht speziell der Forschung dienen, werden unter „öffentlichen Bibliotheken“ zusammengefasst.
Das Bild der öffentlichen Bibliotheken hat sich unter dem Einfluss gesellschaftlicher und medialer Entwicklungen stark gewandelt; sie sind als niedrigschwellige Bildungseinrichtung für alle sozialen Schichten und für alle Altersstufen die meistbesuchte Einrichtung einer Kommune. Sie leisten Integrationsarbeit für Immigranten, arbeiten anderen Einrichtungen und Verstärkern zu, immer mehr auch den Haupt- und weiterführenden Schulen. Sie arbeiten, auch mit medienpädagogischen Angeboten, mit Medien auf dem neuesten Stand – Internet, CD, CD-ROM, DVD, Video usw. Sie bieten Wirtschaftsinformation für kleinere und mittlere Unternehmen und verstehen sich als Dienstleister für die Kommunalpolitik. Die Tätigkeitsmerkmale für Berufe im Bibliothekswesen wurden größtenteils noch in den 1950er Jahren im Bundes-Angestelltentarifvertrag (BAT) formuliert und entsprechen in keiner Weise dem aktuellen Berufsbild.
Da in Deutschland kein Bibliotheksgesetz formuliert wurde, sondern die öffentlichen Bibliotheken zu den „freiwilligen“ Leistungen zählen, sind sie besonders in wirtschaftlich angespannten Zeiten zur Disposition gestellt.

### Neue Konzepte
Die meisten öffentlichen Bibliotheken haben in der jüngeren Vergangenheit ihr Angebot von gedruckten Büchern auf andere Medien erweitert. So wurden zunächst CDs, DVDs und Konsolenspiele in das Angebot aufgenommen, später kamen online verfügbare Dienste hinzu. In Deutschland sind Onleihe, Filmfriend und Sharemagazines verbreitet anzutreffen, deren Angebotsumfang vornehmlich für ganze Bundesländer einheitlich ist. Auch elektronische Geräte, beispielsweise zum spielerischen Erlernen der Programmierung oder E-Book-Reader, Tablets und Tonieboxen, können vor Ort oder leihweise benutzt werden.
Immer mehr Bibliotheken bieten Arbeitsplätze mit Steckdosen zum Betrieb eines mitgebrachten Notebooks an. Ein vor Ort öffentlich nutzbares WLAN sowie ein auch im Internet frei verfügbarer Bestandskatalog werden zum Standard.
Unter dem Begriff der Open Library werden seit längerem verschiedene Konzepte für verlängerte Öffnungszeiten von öffentlichen Bibliotheken diskutiert, beispielsweise die Öffnung an Sonn- und Feiertagen sowie nachts ohne die Anwesenheit von Personal bei eingeschalteten Überwachungskameras für angemeldete Nutzer mit elektronischem Benutzerausweis. Die geltenden Gesetze zum Arbeitnehmerschutz außerhalb Nordrhein-Westfalens verbieten solche Öffnungszeiten, wenn sie mit Hauptpersonal besetzt sind.

## Arten von öffentlichen Bibliotheken
- Stadt- und Gemeindebibliotheken

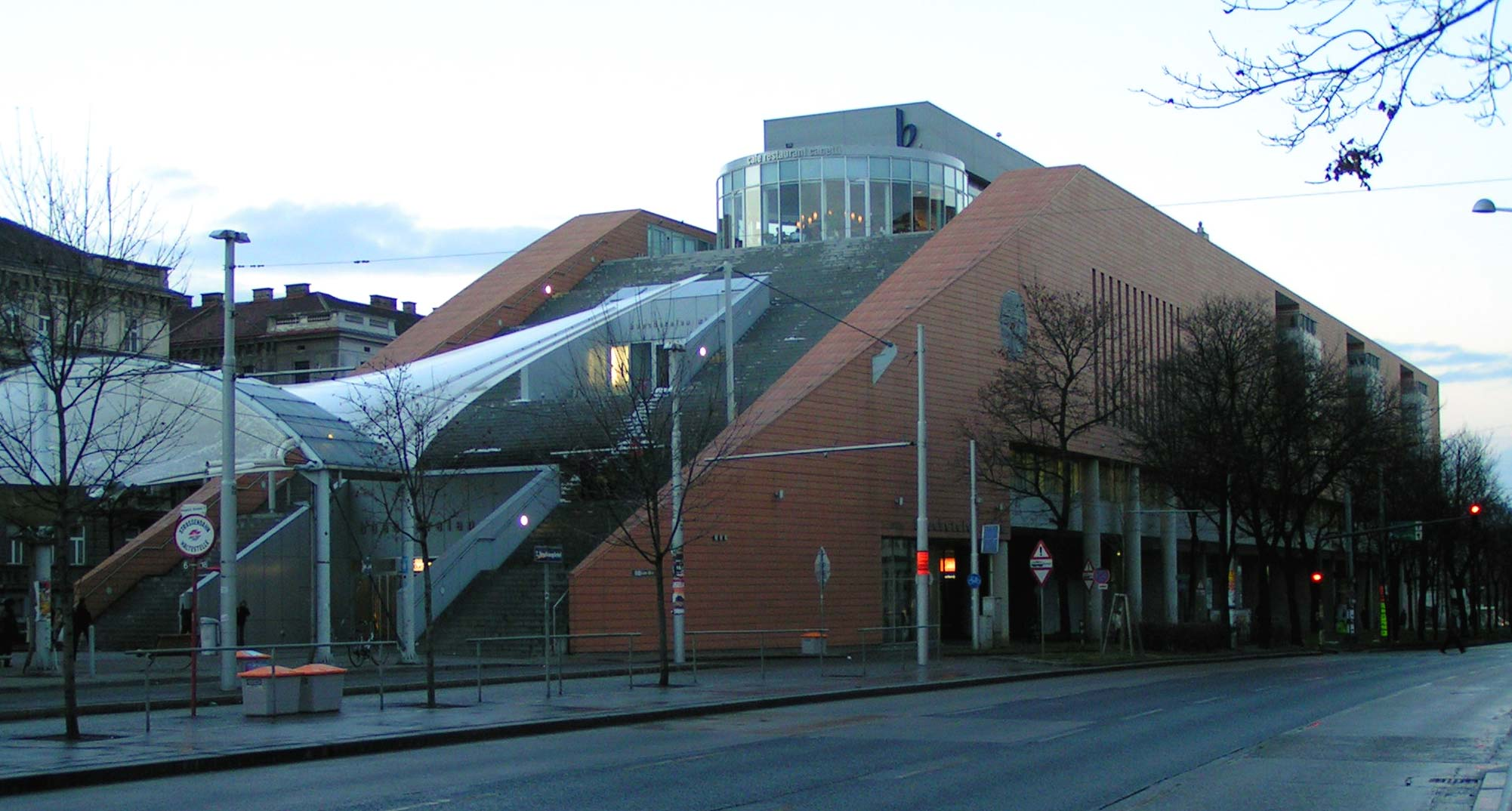
Hauptgebäude der gemeindeeigenen Büchereien Wien

- Kirchliche Bibliotheken (Pfarrbibliotheken)
- Schulbibliotheken und Schulmediotheken
- Musikbibliotheken
- Kinder- und Jugendbibliotheken
- Fahrbibliotheken
- Patienten- oder Krankenhausbibliotheken
- Gefangenen- oder Gefängnisbibliotheken
- Werkbibliotheken
- Blindenbibliotheken
- Truppenbüchereien
- Artotheken
- Hotelbibliotheken oder auch Kurbibliotheken

## Öffentliche Bibliotheken in anderen Ländern

### Großbritannien
Einen Zugang für Mitglieder der Öffentlichkeit erlaubte schon 1425 die Bibliothek der London Guildhall. Im 17. Jahrhundert wurden dann mehrere städtische Bibliotheken eingerichtet. Von diesen erhebt die 1653 in Manchester gegründete Chetham's Library den Anspruch, die älteste öffentliche Bibliothek der englischsprechenden Welt zu sein (kontrovers dazu W. J. Sidis vgl.u.).

### Vereinigte Staaten
In den Vereinigten Staaten, wo der Staat für die Bürger in vielen Bereichen – etwa bei der Arbeitslosen- oder Krankenversicherung oder im tertiären Bildungsbereich – vergleichsweise wenig Leistungen übernimmt, zählen die öffentlichen Bibliotheken zu den am weitesten entwickelten öffentlichen Leistungsträgern. In seinem unkonventionellen Geschichtsbuch The Tribes and the States (ca. 1935) nimmt William James Sidis für die USA die Erfindung der öffentlichen Bibliothek in Anspruch und weist dabei auf die bereits 1636 eröffnete Stadtbibliothek von Boston hin. Die erste öffentliche Bibliothek für Kinder eröffnete 1835 in Arlington (Massachusetts). Eine der bedeutendsten öffentlichen Bibliotheken des Landes ist die 1849 eröffnete New York Public Library in New York City. Die erste amerikanische Bibliothek mit offen zugänglichen Regalen war die 1884 eröffnete Williams Free Library in Beaver Dam (Wisconsin).
Weitere Bibliothekstypen, die in den USA neben den öffentlichen Bibliotheken besonders verbreitet sind, sind Schulbibliotheken, Hochschulbibliotheken, Privatbibliotheken, Unternehmensbibliotheken und die Bibliotheken der Geschichtsvereine (Historical Societies).